# Jacopo da Valenza
Jacopo da Valenza (fl. XV secolo) è stato un pittore italiano documentato tra il 1478 e il 1509.

## Biografia
Poco si sa della biografia di questo pittore di probabili origini lombarde, attivo nell'ultimo quarto del Quattrocento e nel primo decennio del Cinquecento nell'alto Veneto, operante in molte chiese del bellunese e del vittoriese.
Nel suo stile si ritrovano influenze ben precise, riassumibili nell'ambito artistico di Alvise Vivarini, a sua volta pittore belliniano. Dal modello vivariniano Jacopo non si scosta mai, peccando di poca originalità, ma dimostrando una grande perizia tecnica e un grande talento di imitatore: si suppone che la formazione di Jacopo abbia avuto luogo presso la famiglia Vivarini.

## Opere
Attualmente due delle sue opere più importanti sono conservate a Vittorio Veneto, nelle loro sedi originali: Madonna col Bambino in trono tra i santi Sebastiano e Antonio da Padova e Niccolò Trevisan (il committente) nella Cattedrale di Ceneda, del 1484, e Madonna col Bambino tra i santi Giuseppe, Giovanni Battista, Gioacchino e Anna nella chiesa di San Giovanni Battista di Serravalle, del 1502.
Alcune opere si sono disperse in musei d'Italia, come la Madonna con Bambino alla Galleria Salamon & C. di Milano, d'Europa, come la Pala di San Pietro alla Gemäldegalerie di Berlino (origine nella chiesa di San Pietro a Belluno), e del mondo, come il San Gerolamo custodito al Museum of Fine Arts di Boston.
Di seguito è riportato un elenco non esaustivo di altre opere di Jacopo da Valenza:
- Pala d'altare, chiesa parrocchiale di Porcen, Seren del Grappa
- Madonna con Bambino, Museo civico Luigi Bailo, Treviso
- Madonna che allatta il Bambino, Museo Correr, Venezia
- Cristo Salvator Mundi, Accademia Carrara, Bergamo
- Cristo benedicente, Palazzo Pamphili, Roma
- Santi Giovanni Battista, Elisabetta e Zaccaria, Cattedrale di Santa Maria Assunta, Tricarico

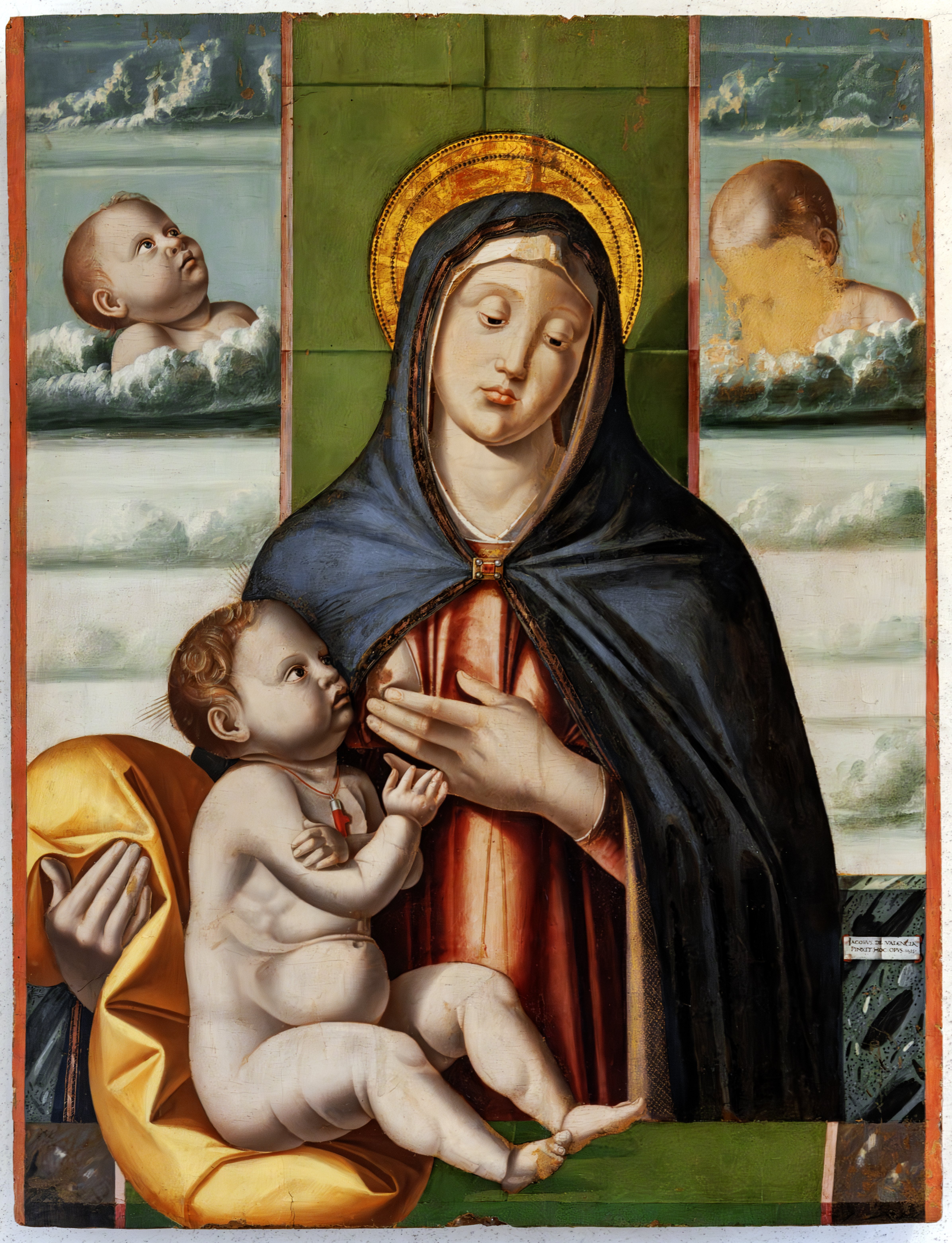
Madonna che allatta il Bambino, 1488, Museo Correr, Venezia
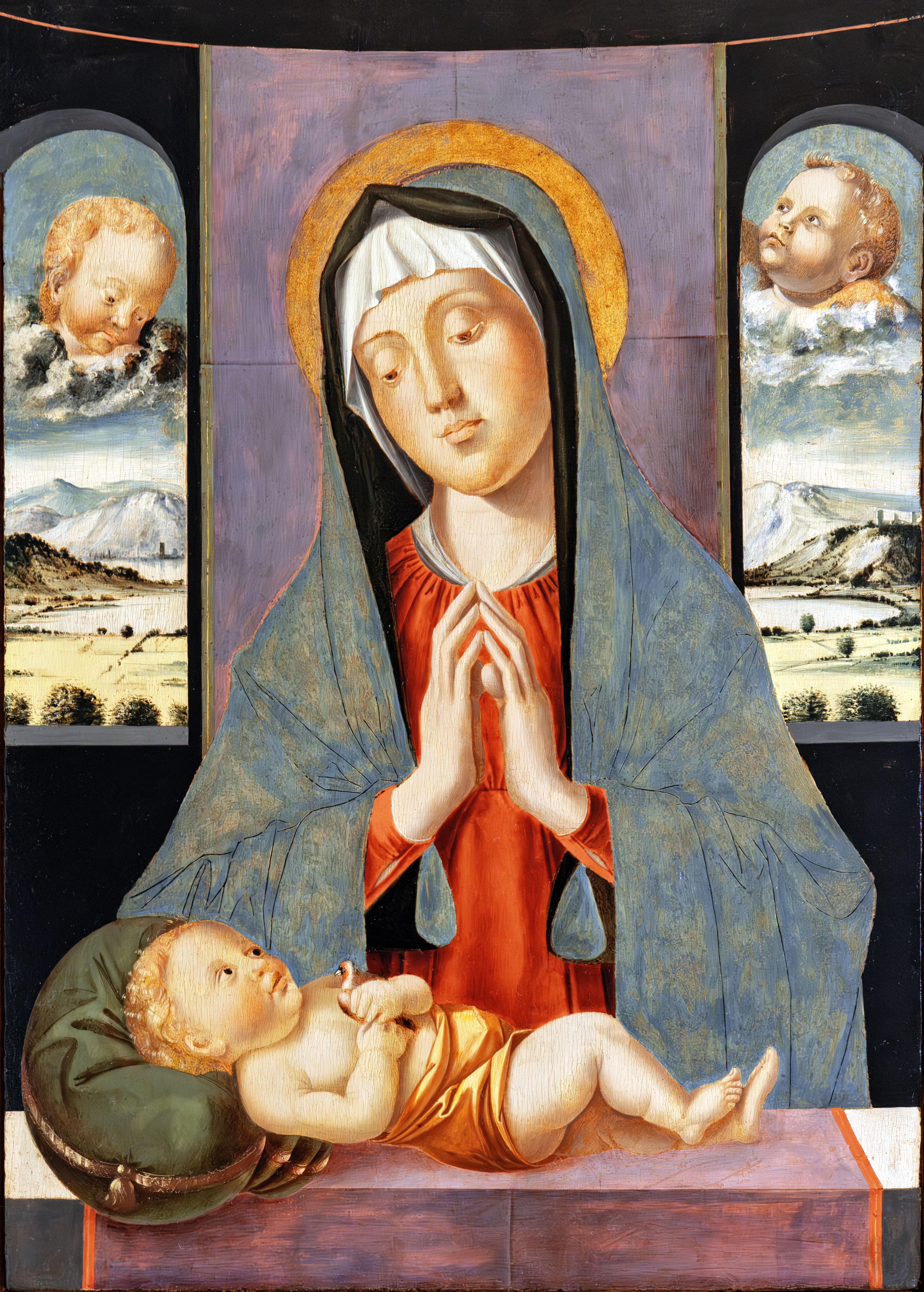
Madonna adorante il Bambino, Museo Correr, Venezia